# Iberospinus

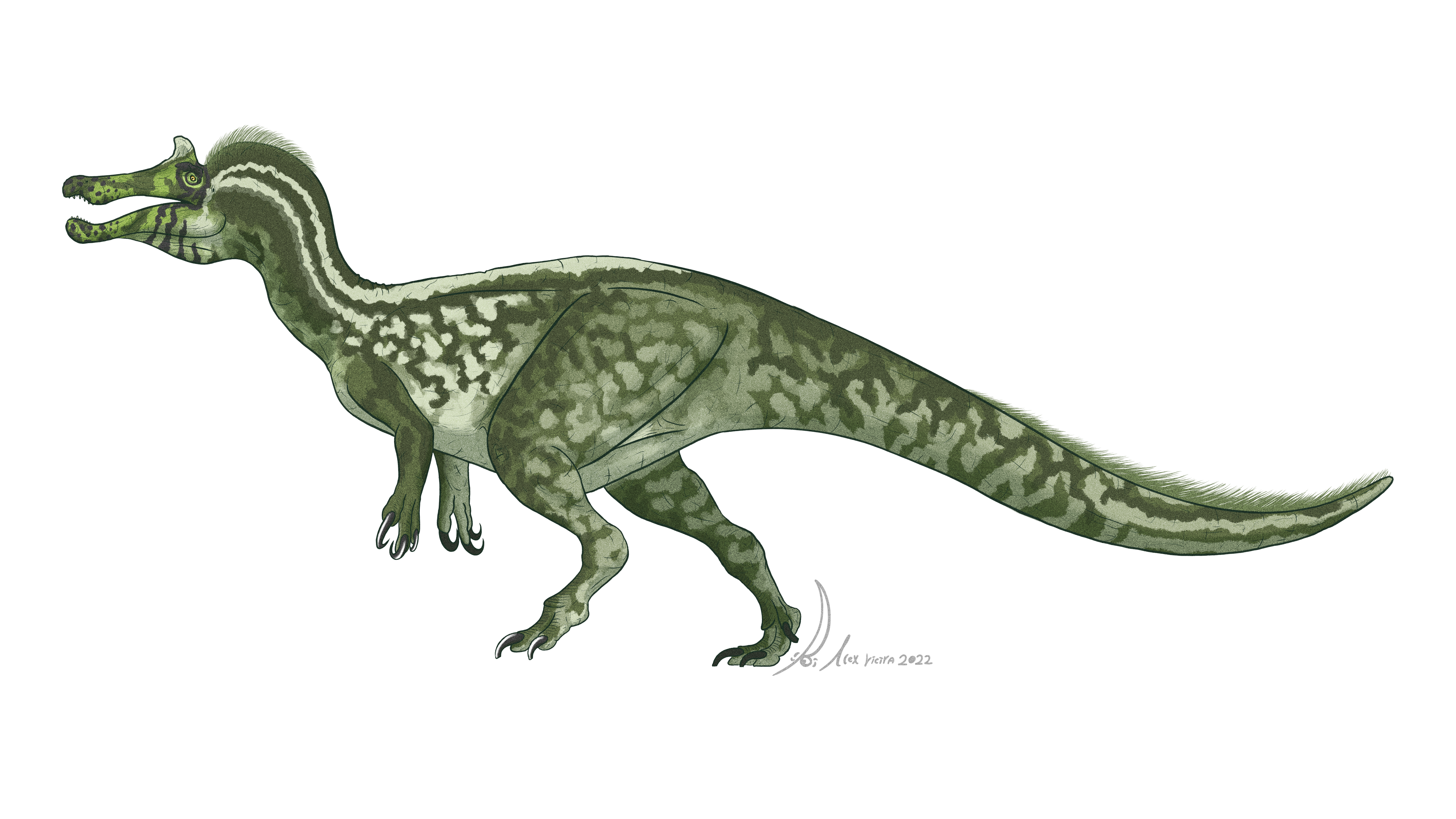
Iberospinus natarioi

Iberospinus natarioi is een vleesetende theropode dinosauriër, behorende tot de Spinosauroidea, die tijdens het vroege Krijt leefde in het gebied van het huidige Portugal.

## Vondst en naamgeving

Reconstructie van het spierstelsel

In 1999 vond de amateurpaleontoloog Carlos Natário op de kust van Praia de Aguncheiras het skelet van een theropode. In 2011 werd dit beschreven en toegewezen aan Baryonyx walkeri. In 2017 werd een rib van het skelet beschreven om de ouderdom van het exemplaar te bepalen. Fylogenetische analyses hadden als uitkomst dat het fossiel niet tot Baryonyx behoorde. In juni 2020 werden nieuwe botten van dit skelet gevonden die werden geprepareerd door Simão Mateus, João Marinheiro en Víctor López Rojas. Uit dit alles werd geconcludeerd dat het een apart taxon betrof.
In 2022 werd de typesoort Iberospinus natarioi benoemd en beschreven door Octavio Mateus en Darío Estraviz-López. De geslachtsnaam combineert een verwijzing naar Iberia, de Romeinse naam van het Iberisch schiereiland, met het Latijn spinus, "stekel", omdat de Spinosauridae vernoemd zijn naar hun lange doornuitsteeksels, de processus spinosi. De soortaanduiding eert Natário als ontdekker. Omdat de naam gepubliceerd werd in een elektronisch tijdschrift waren Life Science Identifiers nodig voor de geldigheid daarvan. Deze zijn 7641902A-10D4-42E6-8C49-F4EA6DE2DC95 voor het geslacht en 4D94DAA9-7E3B-4D4A-9507-487B02B6740D voor de soort.

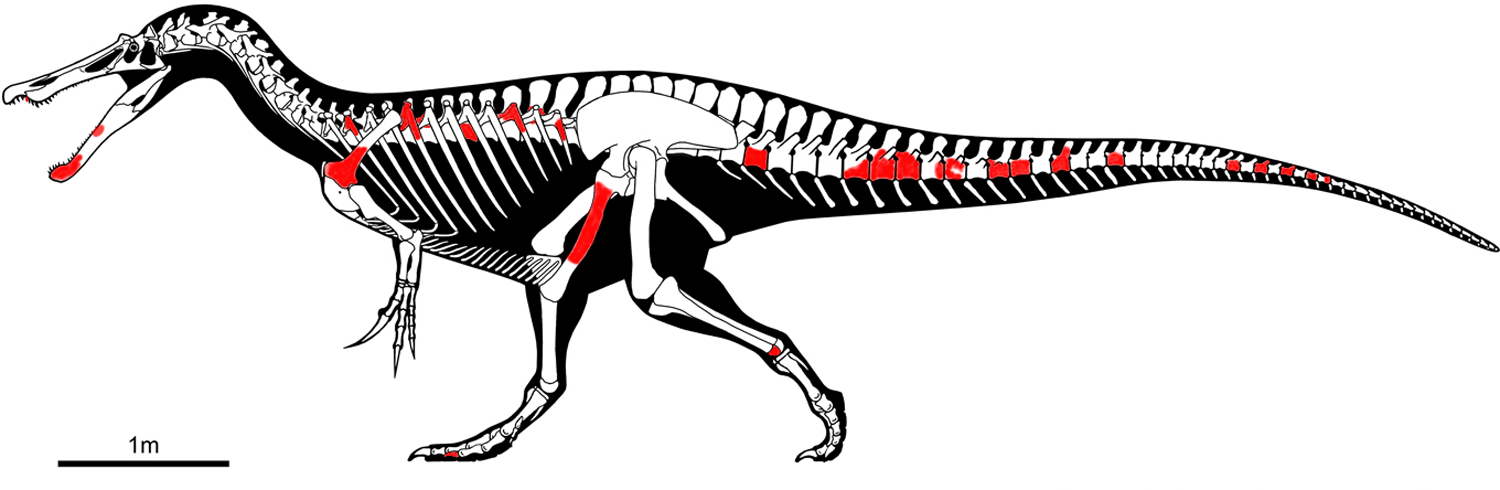
De bewaarde delen van het skelet in rood

Het holotype, ML 1190, is gevonden in een laag van de Papo Seco-formatie die dateert uit het vroege Barremien. Het bestaat uit een gedeeltelijk skelet met schedel en onderkaken. Bewaard zijn gebleven: drie tanden, twee stukken van het dentarium van de linkeronderkaak, drie ruggenwervels, vier stukken rib, vijftien  staartwervels, een rechterschouderblad, het hoofdlichaam van een linkerschaambeen, de schacht van een rechterschaambeen, twee hielbeenderen en een voetklauw. Het skelet lag niet in verband, maar de fossielen werden bij elkaar aangetroffen op een oppervlakte van vijf bij twee meter. Het betreft een volwassen individu waarvan de ouderdom in 2017 op grond van de groeiringen in de rib werd geschat op drieëntwintig tot vijfentwintig jaar.

## Beschrijving

### Grootte en onderscheidende kenmerken

Het schaambeen

Iberospinus is een middelgrote spinosauride met een lichaamslengte van zeven tot acht meter.
De beschrijvers stelden acht onderscheidende kenmerken vast. Het zijn autapomorfieën, unieke afgeleide eigenschappen. Bij het dentarium wordt de fossa Meckeliana maar doorboord door één foramen. De onderrand van het dentarium is recht in plaats van naar boven gekromd te zijn. De meer achterste middelste staartwervels hebben een uitholling op de zijkanten die homoloog is aan pleurocoelen, maar die verdelende richels mist. Bij het schouderblad is de voorrand recht doordat de processus acromialis niet uitsteekt. Op het schouderblad is de richel bij de processus acromialis beperkt van omvang. Bij het schouderblad raakt de volledige onderrand het ravenbeksbeen. Het beenschort tussen de schaambeenderen is over de volle lengte dik. Het bovenste deel van de buitenzijde van het schaambeen toont een bultvormige verheffing.

### Skelet

#### Onderkaken en tanden
De voorzijde van het dentarium verschilt in details van Baryonyx. De voorzijde draagt minstens twaalf tanden. De derde en vierde tand hebben een ronde dwarsdoorsnede die afwijkt van de meer overdwars afgeplatte vorm die deze tanden bij Baryonyx hebben. Bij de volgende tanden staan de proporties dichter bij Spinosaurus dan bij Baryonyx.  

Een tand

De fossa Meckeliana is relatief laag en mist het bovenste foramen, een kenmerk dat verder niet van Spinosauroidea of Megalosauroidea bekend is. Bij alle voorste tanden zijn er gelijktijdig verschillende vervangingstanden aanwezig. Bij meer achterste tanden is er een vervangingspatroon waarin om en om iedere tand een kleine en een grote vervangingstand heeft. Onderaan heeft de nervus trigeminus een groot horizontaal hoofdkanaal dat zich in acht grotere kanalen naar boven vertakt. De vertakkingen vormen ten dele een netwerk van kruisende neurovasculaire doorgangen. Het bewaarde middelste stuk dentarium heeft weer een ander vervangingspatroon, waarbij één tand zelfs helemaal geen vervangingstand toont.
De kegelvormige tanden zijn over het algemeen van het baryronychine type met cannelures en kleine vertandingen. Bij sommige ontbreken echter de golvingen overdwars en heeft de binnenste snijrand geen vertandingen helemaal naar de spits lopen.
De proporties van de losse tand valt binnen de variatiebreedte van Baryonyx, maar verschilt sterk van die van de overige Iberische Baryonychinae.

#### Postcrania

Een staartwervel

De achterste ruggenwervels zijn tamelijk langgerekt, langer dan hoog. Ze missen pleurocoelen, net als Vallibonavenatrix. De ribben hebben tubercula die lager zijn dan die van Baryonyx. De staartwervels zijn relatief robuust. De voorste staartwervels hebben een ovale dwarsdoorsnede, geen rechthoekige als bij Spinosaurus. Een andere verschil is dat bij sommige staartwervels de voorste gewrichtsuitsteeksels de voorrand van het wervellichaam overhangen. Op sommige staartwervels zijn bijtsporen te zien, vermoedelijk van aaseters. Sommige staartwervels hebben dikke horizontale richels op de bovenzijde lopen, uniek voor de Spinosauridae. Bij de staartwervels lopen de zijuitsteeksels tot ver achter in de reeks door. Dat kan wijzen op sterkere spieren op het uiteinde van de staart, een mogelijke aanpassing aan een zwemmende levenswijze die door sommige onderzoekers voor spinosauriden verondersteld worden. De verlenging van de wervels van de staartbasis bij Spinosaurus die ook met zo'n levenswijze in verband is gebracht, ontbreekt echter bij Iberospinus.

Het schouderblad

Bij het schouderblad staat het acromion niet sterk af van het eigenlijke blad en steekt ook niet sterk uit. Het schoudergewricht is schuin naar achteren en beneden gericht, niet sterk naar beneden als bij Suchomimus. De rand met het ravensbeksbeen is zeer dik, zes centimeter.
Het schaambeen heeft een rechte schacht. Van de verheffing op de bovenste buitenkant af loopt een ondiepe brede verticale groeve naar beneden, die ook een mogelijke autapomorfie zou kunnen zijn. Het beenschort loopt langs de hele lengte van de schacht en buigt naar beneden toe golvend van de achterzijde naar de binnenzijde. Het schort is vijf tot tien millimeter dik en heeft een kommavormige dwarsdoorsnede.

Het hielbeen

Het hielbeen is opvallend robuust, forser dan bij enig andere bekende theropode, verticaal korter dan van voor naar achter, wat een autapomorfie zou kunnen zijn.
De voetklauw is de enige die van een spinosauride beschreven is buiten het materiaal van Spinosaurus. Een verschil is dat het gewrichtsvlak niet duidelijk in twee facetten verdeeld is. De klauw is ook niet afgeplat of driehoekig, maar hoog en ovaal in dwarsdoorsnede. De "bloedgroeven" liggen hoger en hebben een opvallend simpele structuur.

## Fylogenie

Ribben

Iberospinus werd in 2022 in de Spinosauridae geplaatst. De meer precieze relaties zijn onzeker. Exacte cladistische analyses maken niet duidelijk of Iberospinus nauwer verwant is aan Baryonyx of aan Spinosaurus. Het volgende kladogram drukt die onzekerheid uit.
|  | Suchomimus |
|  |            |
|  | Baryonyx   |
|  |            |

|  | Spinosaurus    |
|  |                |
|  | Ichthyovenator |
|  |                |
|  | Irritator      |
|  |                |

|  | Suchomimus |
|  |            |
|  | Baryonyx   |
|  |            |

|  | Spinosaurus    |
|  |                |
|  | Ichthyovenator |
|  |                |
|  | Irritator      |
|  |                |

## Levenswijze

CAT-scan van de holten in de onderkaken

De vorm van de staart lijkt te wijzen op een matig sterke specialisatie in de algemene levenswijze die aan Spinosauridae wordt toegewezen — hoewel de verschillende onderzoekers daarin nogal van mening verschillen: een zwemmende en wadende levenswijze is verondersteld maar ook een als roofdier dat leefde van de achtervolgingsjacht. De snelle vervanging van de tanden kan wijzen op piscivorie, het eten van vissen. Wat de betekenis is van de uitgebreide zenuwkanalen is nog onduidelijk. Een zulke bouw is gezien als een aanwijzing voor uitgebreide tastorganen die gebruikt kunnen worden om in modder of water naar prooien te zoeken. De beschrijvers wijzen er echter op dat Tyrannosaurus nog veel uitgebreidere zenuwkanalen bezit.
Uit de groeiringen zou blijken dat het dier rond de dertien tot vijftien jaar de geslachtsrijpheid bereikte.